# Costa Rica
Costa Rica és una república de l'Amèrica Central, que confronta al nord amb Nicaragua, a l'est amb el mar Carib, al sud-est amb Panamà i al sud i a l'oest amb l'oceà Pacífic. La capital és San José, amb poc més de 300.000 habitants. Altres ciutats de la seva àrea metropolitana són Heredia, Cartago i Alajuela. Cal ressaltar la província de Limón com la de més riquesa cultural. Costa Rica és una de les democràcies més consolidades d'Amèrica. Va guanyar reconeixement mundial per haver abolit l'exèrcit el primer de desembre de 1948, abolició que va ser perpetuada en la Constitució Política de 1949. Costa Rica ocupa el cinquè lloc a escala mundial en la classificació de l'índex d'acompliment ambiental de 2012 i el primer lloc entre els països del continent americà. En la classificació de l'índex de competitivitat turística de 2011 Costa Rica es va situar en el lloc 44 del món i en segon a escala llatinoamericana, superat només per Mèxic. Costa Rica és catalogat el 2011 com el país amb més gran llibertat de premsa d'Amèrica Llatina, i el número 19 a escala mundial, segons la classificació de Reporters sense Fronteres. D'acord amb l'Índex de la Pau Global 2012 Costa Rica és en el tercer lloc entre els països més segurs d'Amèrica Llatina, amb només Xile i Uruguai per damunt, respectivament, i en primer lloc segons la classificació de Seguretat d'Amèrica Llatina de Latinvex.
El gentilici de Costa Rica és costa-riqueny.

## Toponímia

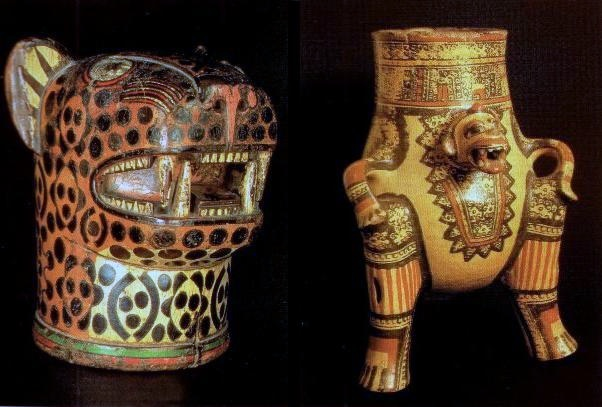
A l'esquerra, atuell nicoyà de jaguar deïficat. A la dreta, gerra bicolor amb motiu de mico (1200-1590 de la nostra era), trobada a la Vall del Tempisque.

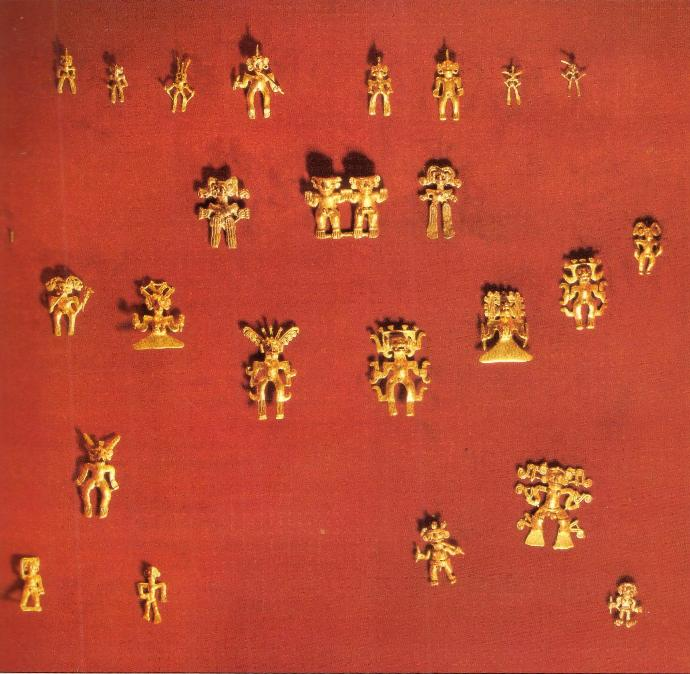
Peces d'or precolombines, trobades a la Vall del General. Museu de l'Or, San José de Costa Rica.

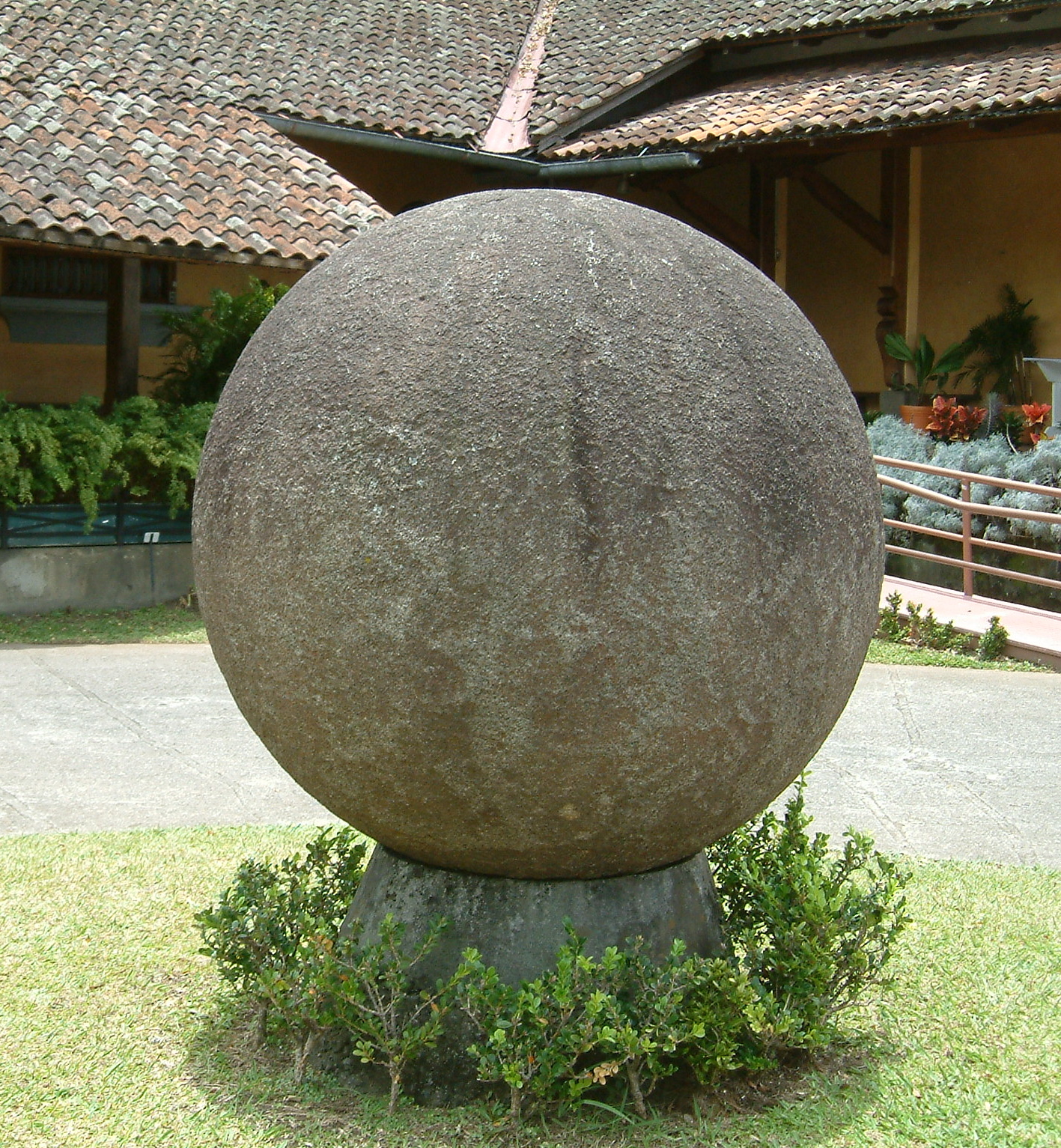
Esfera de pedra (període Chiriquí 800 - 1500 de la nostra era). Museu Nacional de Costa Rica.

S'han proposat dues teories sobre l'origen del nom de Costa Rica. La primera i més difosa és perquè Cristòfor Colom va arribar a Costa Rica el 25 de setembre de 1502, al seu quart viatge. Impressionat per l'exuberància de la vegetació, per l'abundància de la joieria i pels adorns d'or dels indígenes, Colom va pensar que en aquestes terres hi havia moltes riqueses. Segons els diaris escrits per Colom als reis catòlics d'Espanya, al territori hi havia molt d'or, com ho va escriure a la seva "Lletra de Jamaica", i la va definir com "una terra amb un gran litoral ple de belleses naturals no vistes mai abans, i molt rica en or". Això va donar el nom de "Costa Rica", per diferenciar-la de la regió de Veragua. Aquesta fama de suposades riqueses del país va atreure els aventurers, els colonitzadors, i els immigrants europeus.
Però cal dir que en Colom no va escriure el nom "Costa Rica", sinó que aquest va aparèixer per primera vegada en una cèdula reial del 17 de desembre de 1539, enviada a l'Audiència de Panamà el 1543, on el rei espanyol Carles V va donar un permís especial a Diego Gutiérrez perquè conquerís i colonitzés el territori, que des de llavors es va dir "Nova Cartago i Costa Rica". Es creu que per a aquesta època, el nom de Costa Rica ja s'havia difós entre els exploradors espanyols.
La segona teoria sobre l'origen del nom de Costa Rica va ser d'en Dionisio Total Antillón, que Costa Rica era la castellanització d'una paraula indígena d'origen huetar (a l'arribada dels espanyols, el grup autòcton més nombrós del país) amb què aquest poble designava al país o a un assentament important dins d'ell. Segons Total, Costa Rica derivaria d'un huetarisme (un vocable indígena), possiblement "Coquerrica", "Coquerrique" o "Cotaquerrique", i que els espanyols van simplificar sota el terme "Costarrica", és a dir, els espanyols pronunciaven d'aquesta forma, en el seu idioma, el nom que els indígenes ja donaven al seu propi país, en forma similar com va passar amb uns altres països americans, com Mèxic (Mèxic-Tenochtitlan), Nicaragua (Nicarao) o Xile (Chili). Total deia que el cas de "Costarrica", amb doble erra i en una ´única paraula, era el mateix d'altres topònims huetars que hi ha actualment al país: Tucurrique, Turrubares, Turrialba, Turrujal, Turrubarí, Suerre, Siquirres, Curridabat, Aserrí, Coquerrique, Birrí, Purral, Pirro, Pirrís, Tarrasú, Turrúcares, Porrosatí, Atirro, Ujarrás, i mots d'ús quotidià com turruja, turra, yigüirro, yurro, curré, curraré, etc.

## Història

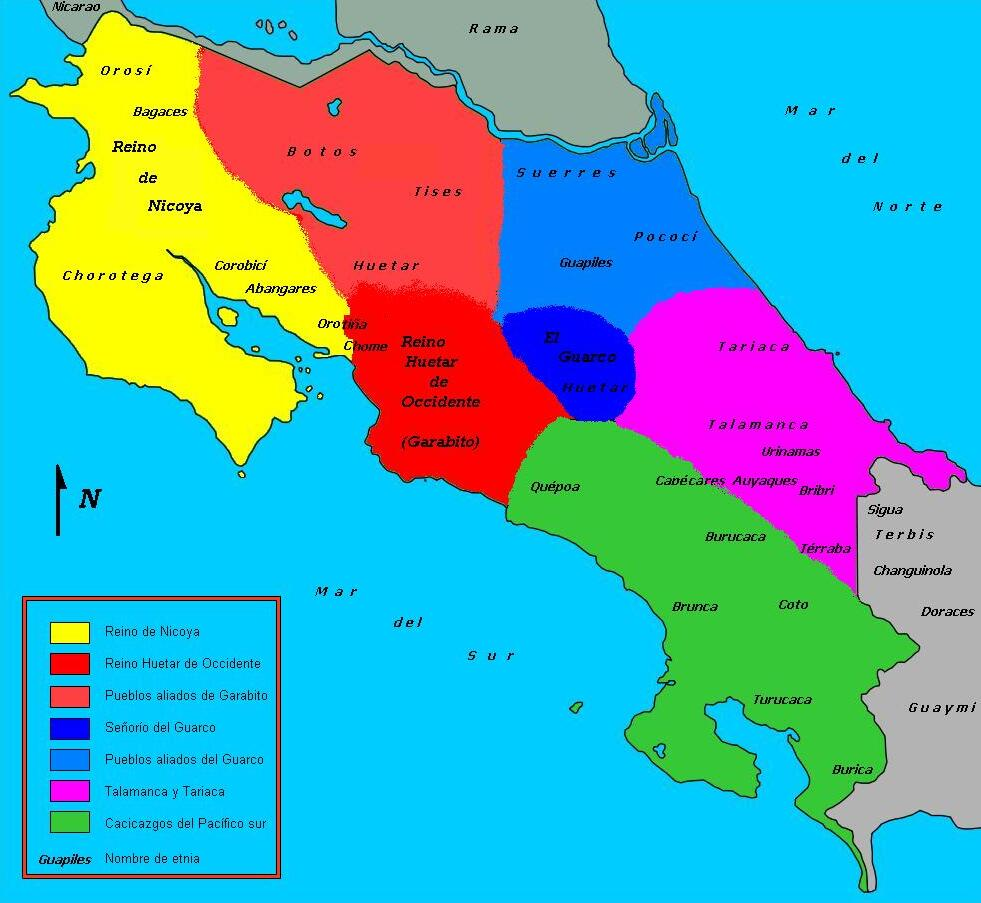
Mapa de les societats autòctones de Costa Rica del a l'arribada dels espanyols (1502).

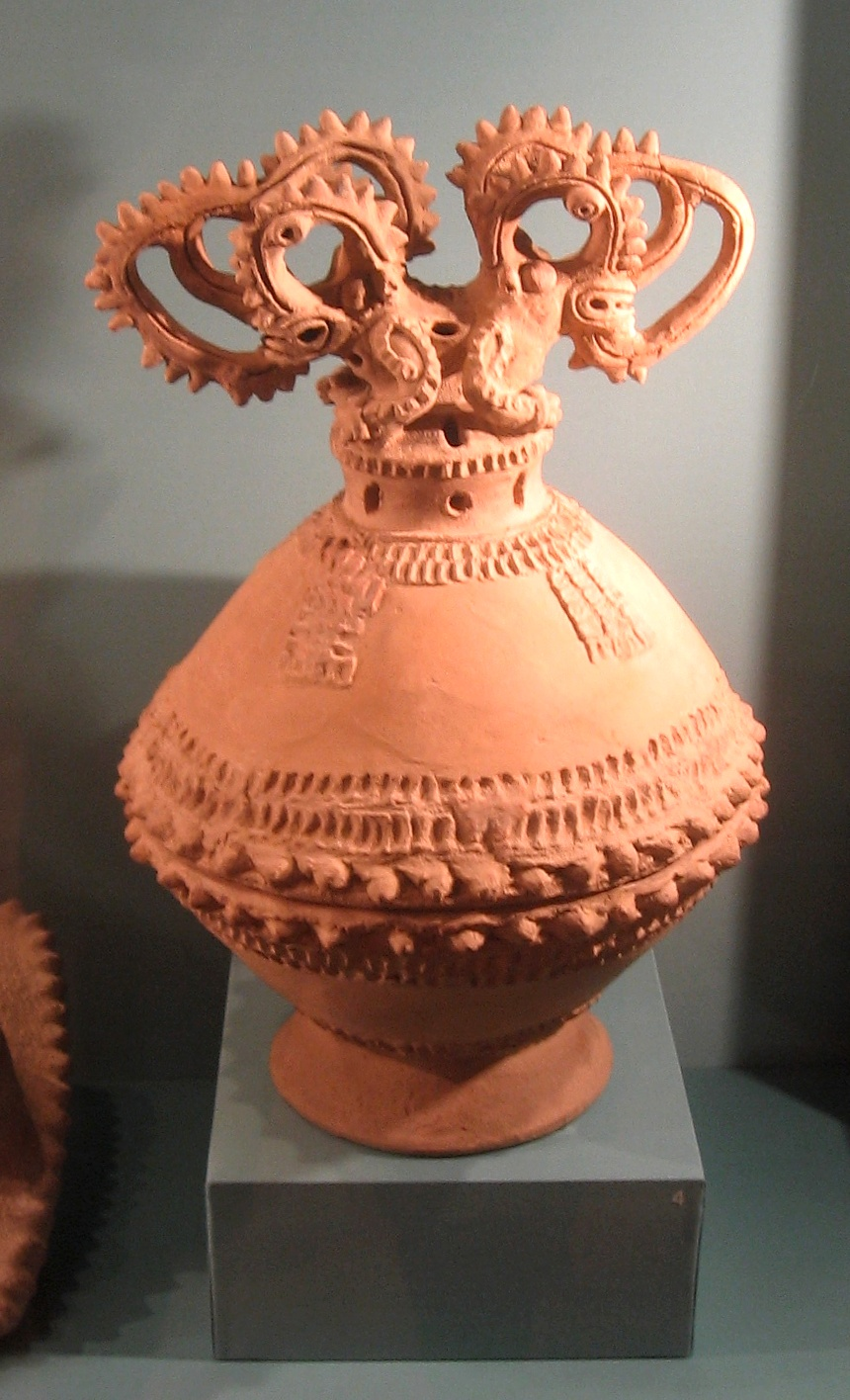
Atuell, 500 - 1350, Costa Rica.

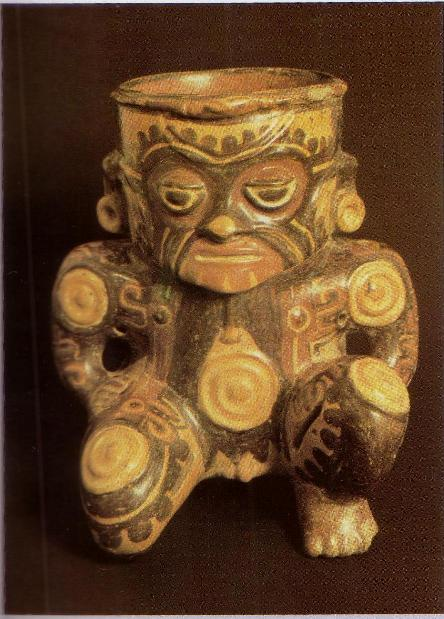
Ceràmica de Guanacaste, període Policrom Mitjà (800-1200 de la nostra era).

La instal·lació humana a Costa Rica data almenys de l'any 5000 aC., però, en comparació de les grans civilitzacions prehispàniques del continent americà, els indígenes de Costa Rica no van ser nombrosos ni assoliren un gran desenvolupament. A l'arribada de Cristòfor Colom, hi havia uns 30.000 indígenes dividits en tres grups: güetares, chorotegas i borucas. Els que es van enfrontar als conquistadors espanyols van resistir de manera audaç; els que no van sucumbir davant les epidèmies que van arrasar la regió, van morir en la lluita o van fugir a llocs llunyans.
La prova més antiga d'ocupacions humanes a Costa Rica s'associa a l'arribada de grups de caçadors-collidors al voltant de 10.000 - 7.000 anys a.C, amb proves arqueològiques antigues (fabricació d'eines de pedra) trobades a la Vall de Turrialba, amb presència de puntes de llança tipus clovis (nord-americana) i cua de peix (sud-americana), la qual cosa obre la possibilitat que en aquesta zona convergissin dues tradicions diferents de caçadors especialitzats.
L'agricultura incipient apareix cap al 5000 aC, principalment donada per tubercles i arrels. Per al primer i segon mil·lennis abans de Crist ja existien comunitats agrícoles sedentàries, petites i disperses, encara que la transició de la caça i recol·lecció a l'agricultura com a principal mitjà de subsistència al territori és encara desconegut.
Els pobles autòctons maies i asteques van ser conquerits per Espanya al segle xvi. Costa Rica va passar a ser la província més meridional del Virregnat de Nova Espanya, i tenia la capital a Cartago, que originalment es va dir "Garcimuñóz".
Després d'haver estat breument unit al Primer Imperi Mexicà d'Agustín de Iturbide, va esdevenir un estat de les Províncies Unides de l'Amèrica Central, de 1823 a 1839, data en què de fet Costa Rica ja funcionava com una nació independent. El 1824 la capital va passar a San José.
A diferència d'alguns dels seus veïns, Costa Rica ha estat un exemple d'estabilitat, pau i governs democràtics. Des de la breu guerra civil del final de la dècada de 1940 que va portar el president José Figueres Ferrer, conegut com a Don Pepe, al poder, el país s'ha vist lliure de conflictes polítics violents. De fet, Costa Rica no té exèrcit (que fou abolit el 1949 pel president Figueres, fill d'un metge català), sinó només una policia per al manteniment de l'ordre dins de les fronteres estatals.

## Govern
Costa Rica és una república democràtica, lliure i independent, segons la seva Constitució política promulgada el 1949 i encara vigent.

### Poder executiu
El poder executiu resideix en un president i en dos vicepresidents, cadascun dels quals s'elegeix per vot popular directe per a períodes de quatre anys. El president i els vicepresidents no poden esdevenir-se dintre seu. Cada candidat ha de rebre més del 40% del nombre total de sufragis emesos. Exercir el dret al vot és obligatori per a tots els ciutadans majors de 18 anys.

### Poder legislatiu
El poder legislatiu a Costa Rica és exercit per una única cambra, l'Assemblea Legislativa, formada per 57 diputats que són elegits per a períodes de quatre anys i que no poden ser reelegits de manera successiva.

### Poder judicial

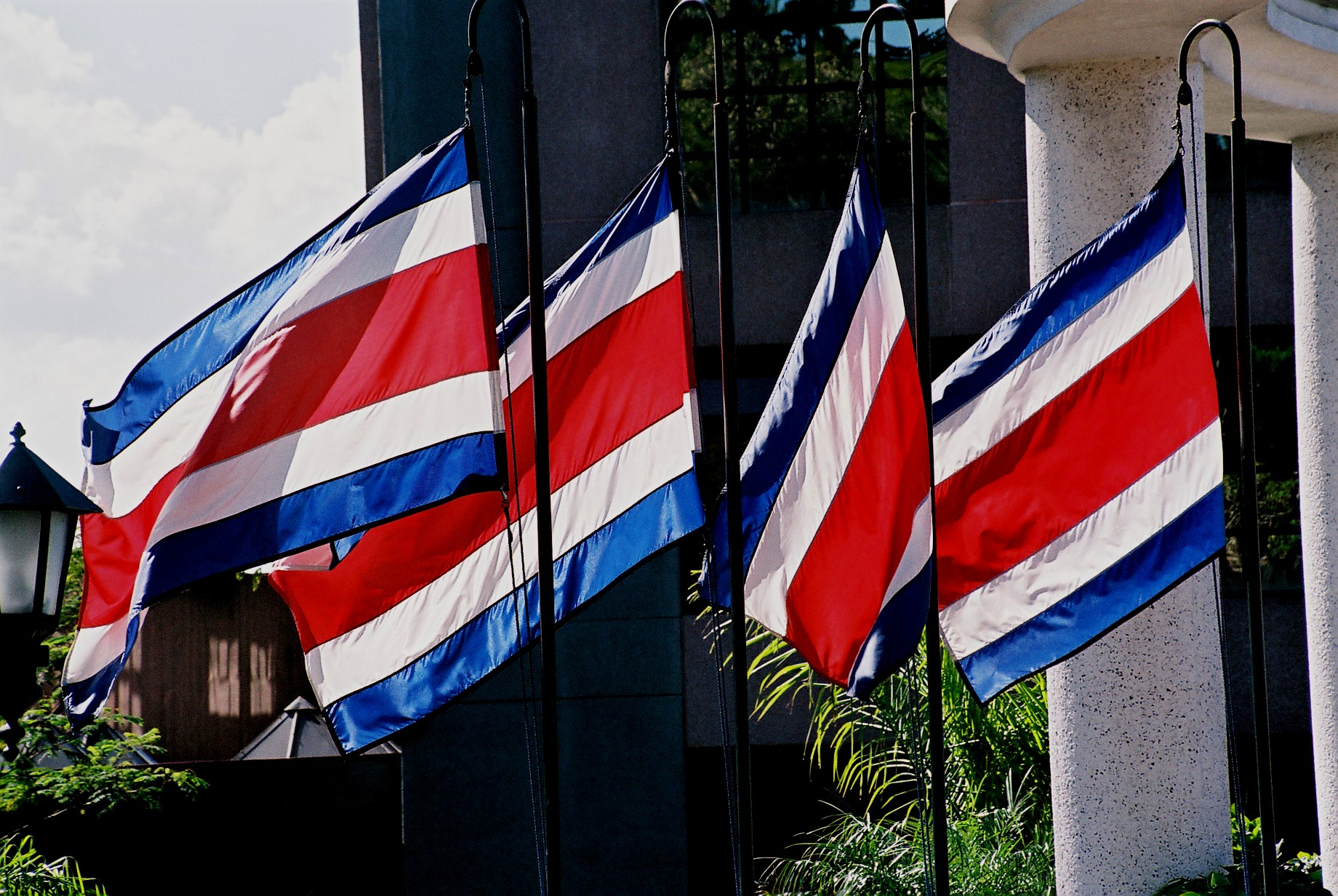
Banderes de Costa Rica davant del Tribunal Supremo de Elecciones (TSE) a San José

El poder judicial a Costa Rica resideix en la Cort Suprema de Justícia, integrada per magistrats designats per l'Assemblea Legislativa per a un període de vuit anys. Hi ha, a més, tribunals d'apel·lació, de cassació i tribunals provincials subordinats. La pena capital està abolida. Vegeu Dret costa-riqueny.

### Govern local
Costa Rica es divideix en 7 províncies que, al seu torn, es divideixen en cantons i aquests en districtes. Actualment existeixen 81 cantons i 28 districtes. El govern municipal està format pel consell municipal, cos integrat per regidors municipals o síndics d'elecció popular, i un funcionari executiu o president, que és elegit pel consell per a un període de quatre anys.

### Partits polítics
Els principals partits polítics de Costa Rica són el Partit Unitat Social Cristiana (PUSC, democristià), el Partit d'Alliberament Nacional (PLN, d'orientació socialdemòcrata) i el Partit Acció Ciutadana (PAC). També existeix la Nueva Liga Feminista, de caràcter feminista i d'esquerres.

### Salut i benestar social
La mitjana de l'esperança de vida a Costa Rica és una de les més elevades de l'Amèrica Llatina, resultat del Pla Nacional de Salut establert en la dècada del 1970. La infraestructura sanitària es concentra en les àrees urbanes. El sistema sanitari de la Seguretat Social opera des de 1942 al país. Costa Rica és catalogat el 2011 com el país amb major llibertat de premsa d'Amèrica Llatina i el número 19 a escala mundial, segons el rànquing realitzat per Reporters sense Fronteres. D'acord amb l'Índex de la Pau Global 2012 Costa Rica està en el tercer lloc entre els països més segurs d'Amèrica Llatina, superat només per Xile i Uruguai, respectivament, i en primer lloc segons el Rànquing de Seguretat d'Amèrica Llatina de Latinvex. El seu índex de desenvolupament humà de 2012 és el setè millor de Llatinoamèrica i el segon d'Amèrica Central. El 2010, segons l'Índex de Desigualtat de Gènere Costa Rica és el país més igualitari d'Amèrica Llatina. El 2010 el PNUD va destacar que Costa Rica està entre els pocs països que han aconseguit un desenvolupament humà molt més alt que altres països del seu mateix nivell d'ingrés. En el report del PNUD de 2013, Costa Rica va ser el país que va registrar la major esperança de vida d'Amèrica Llatina (79.4 anys). Costa Rica és el país més democràtic de Llatinoamèrica, segons la Fundació Konrad Adenauer, a causa de l'alta participació de dones en càrrecs d'elecció popular, l'abundant participació de partits al Congrés i l'eficiència i cobertura en els serveis de salut i educació. És el país d'Amèrica Llatina i el Carib, amb el menor dèficit habitacional, segons el Banc Interamericà de Desenvolupament (BID) i segons Latin Security Index, Latin Business Chronicle (FTI Consulting), Costa Rica és el país més segur de Llatinoamèrica. El 2014, el país se situa en el primer lloc d'Amèrica Llatina en l'Índex de Progrés Social i el sistema de salut del país va ser qualificat entre els cinc millors del món segons International Living.

### Defensa
Costa Rica va abolir l'exèrcit el 1948, amb l'arribada al poder del Partit Alliberament Nacional. Les úniques forces de seguretat són la Guàrdia Civil, formada per 4.500 efectius, i la Guàrdia Rural, amb 3.200 efectius. Per tradició, Costa Rica ha estat neutral en els conflictes regionals i internacionals.

## Geografia

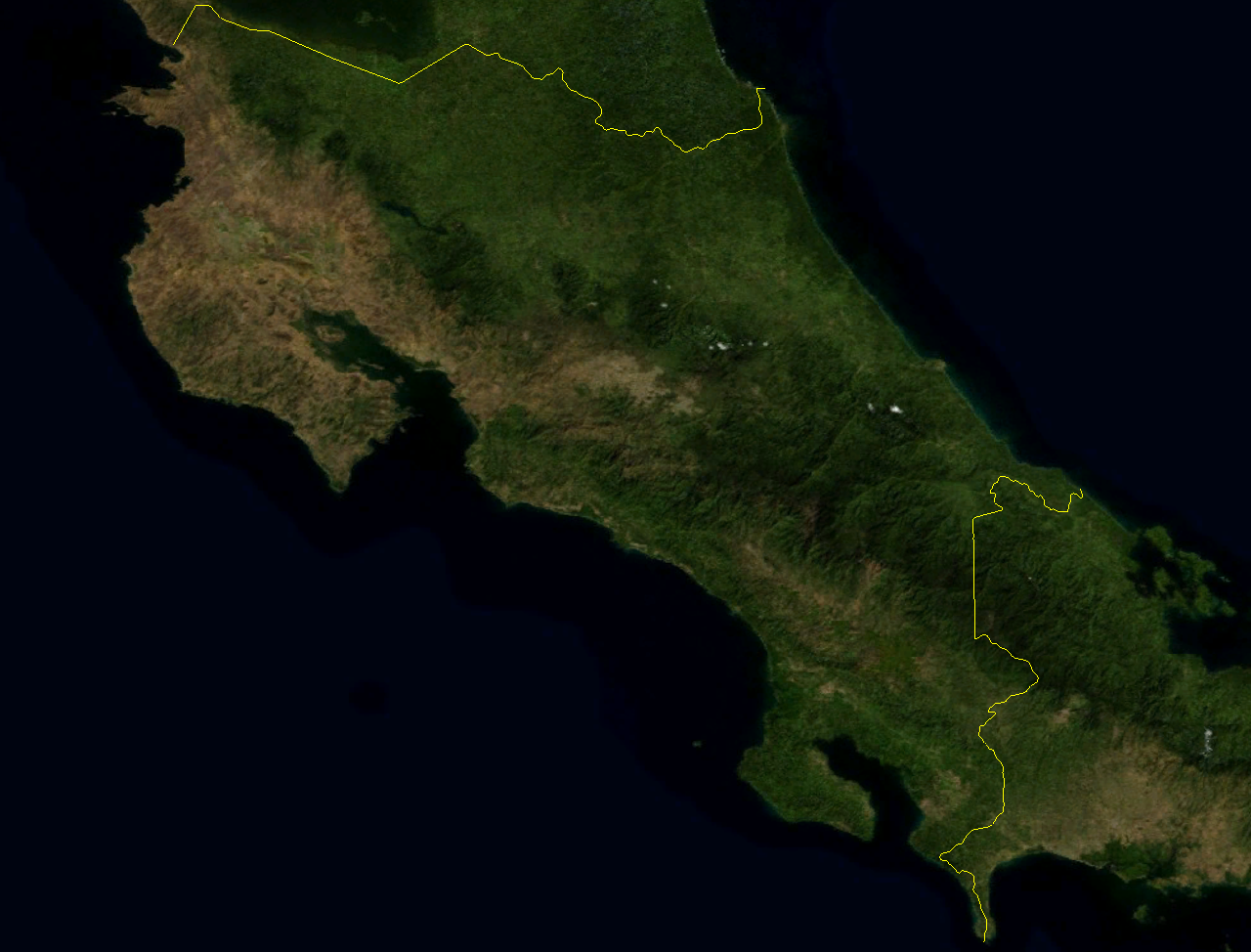
Imatge de satèl·lit de Costa Rica

Costa Rica està localitzada a l'istme de l'Amèrica Central, entre les latituds 8° i 12°N, i les longituds 82° i 86°O. Limita a l'est amb el Mar Carib i amb l'oceà Pacífic a l'oest, amb una extensió total de 1.290 km en costes: 212 km a la costa del Carib i 1.016 km a la costa pacífica.
Costa Rica a més limita al nord amb Nicaragua (309 km de frontera) pel tractat Cañas-Jerez de 1858 i el Laudo Cleveland de 1888 i amb Panamà al sud-est (639 km de frontera) pel tractat Echandi-Fernández de 1941. Quant als límits marítims, Costa Rica limita amb l'Equador a l'oceà Pacífic pel tractat Gutiérrez-Terán de 1985, amb Colòmbia al Mar Carib pel tractat Facio-Fernández de 1977 i el tractat Gutiérrez-Lloreda de 1984 i amb Panamà pel tractat Calderón-Ozores de 1980. En total, Costa Rica comprèn 51.100 km² més 589.000 km² d'aigües territorials.
Costa Rica és un país molt muntanyenc i la major part del territori està format per elevacions d'entre 900 i 1.800 metres sobre el nivell del mar.
Hi ha tres sistemes muntanyencs principals: la Cordillera de Guanacaste, la Sierra de Tilarán, la Serralada Volcànica Central i la Serralada de Talamanca, existeixen a més quatre sistemes muntanyencs secundaris: Regions muntanyenques de Nicoya situades a la província de Guanacaste; Fila Brunqueña o Fila Costanera anomenada així per la seva proximitat a l'oceà Pacífic, aquesta recorre la Província de Puntarenas de forma paral·lela; finalment en el Pacífic Sud tenim la Sierra de Osa, una sèrie de muntanyes que s'estenen fins a Panamà, posseeix altures entre els 600 i 1.500 msnm.
En el centre del país es troba el Gran Barri Central, una espècie d'altiplà caracteritzat per la seva fertilitat i abundància de fonts hídriques, envoltada per muntanyes i volcans, presenta un clima molt agradable, aquí resideix la major part de la població del país, aproximadament el 60% dels habitants.
Una curiositat és que l'única província que no limita amb la província de San José és la província de Guanacaste.
La plana costanera del Carib té poca altitud i està parcialment coberta de selves tropicals.
El punt més alt al país és el turó Chirripó a 3.820 msnm i és el cinquè pic més alt a l'Amèrica Central. El volcà més alt és l'Irazú amb 3.432 msnm.
Costa Rica comprèn moltes illes. L'illa del Coco (24 km²) es destaca per la seva distància a la plataforma continental, 300 km de Puntarenas, però l'illa Calero és l'illa més gran del país amb 151,6 km². Prop del 25% del territori nacional es troba protegit pel SINAC (Sistema Nacional d'Àrees de Conservació), que supervisa totes les àrees protegides del país. Costa Rica posseeix la major densitat d'espècies del món
La major part de Costa Rica està formada per elevacions escarpades entre els 915 i els 1.830 m d'altitud; algunes cadenes muntanyoses s'estenen al llarg del país, com la serralada de Talamanca, situada al sud, la serralada Central, al centre del país, i la Cordillera de Guanacaste, que penetra pel nord des de la veïna Nicaragua. Els pics més alts són Chirripó Grande, amb 3.819 m, i el volcà actiu d'Irazú, amb 3.432 metres. Entre la serralada Central i la de Talamanca està ubicat la vall o altiplà Central, on es concentra el major nombre d'habitants. Al llarg de gairebé tot el litoral del Carib s'estenen àmplies planures costaneres; les del Pacífic són més estretes i presenten bastants entrants marins, entre els quals destaquen el tancat golf de Nicoya, el profund i obert golf Dulce i la Badia de Coronado. El riu principal de Costa Rica és el San Juan, que estableix la frontera septentrional amb Nicaragua.

### Clima

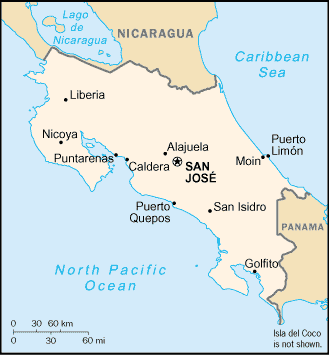
Mapa de Costa Rica

Costa Rica presenta un clima variat segons l'altitud de les terres. El seu clima és càlid i humit en les planures costaneres fins als 1.000 m, amb una temperatura mitjana o mitjana anual de 28 °C. A l'interior de l'altiplà Central el clima es torna més agradable, amb una temperatura anual entre els 15 i els 25 °C. A partir dels 2.000 m d'altitud el clima és fred. L'estació de pluges s'estén des de maig fins a novembre i són molt abundants a la costa del Carib.

### Recursos naturals
Els sòls aptes per a l'agricultura es concentren en l'altiplà Central i a les valls dels rius. Un 39% de la superfície del país està coberta per boscos, molts dels quals són econòmicament productius. Es creu que els recursos minerals, especialment la bauxita, són molt extensos però encara no s'ha iniciat la seva explotació massiva. La pesca de tonyina, tauró, tortuga, a més de mol·luscos i crustacis, es du a terme al llarg de tota la costa. L'energia hidràulica, molt abundant, és aprofitada pel sector industrial.

### Flora i fauna

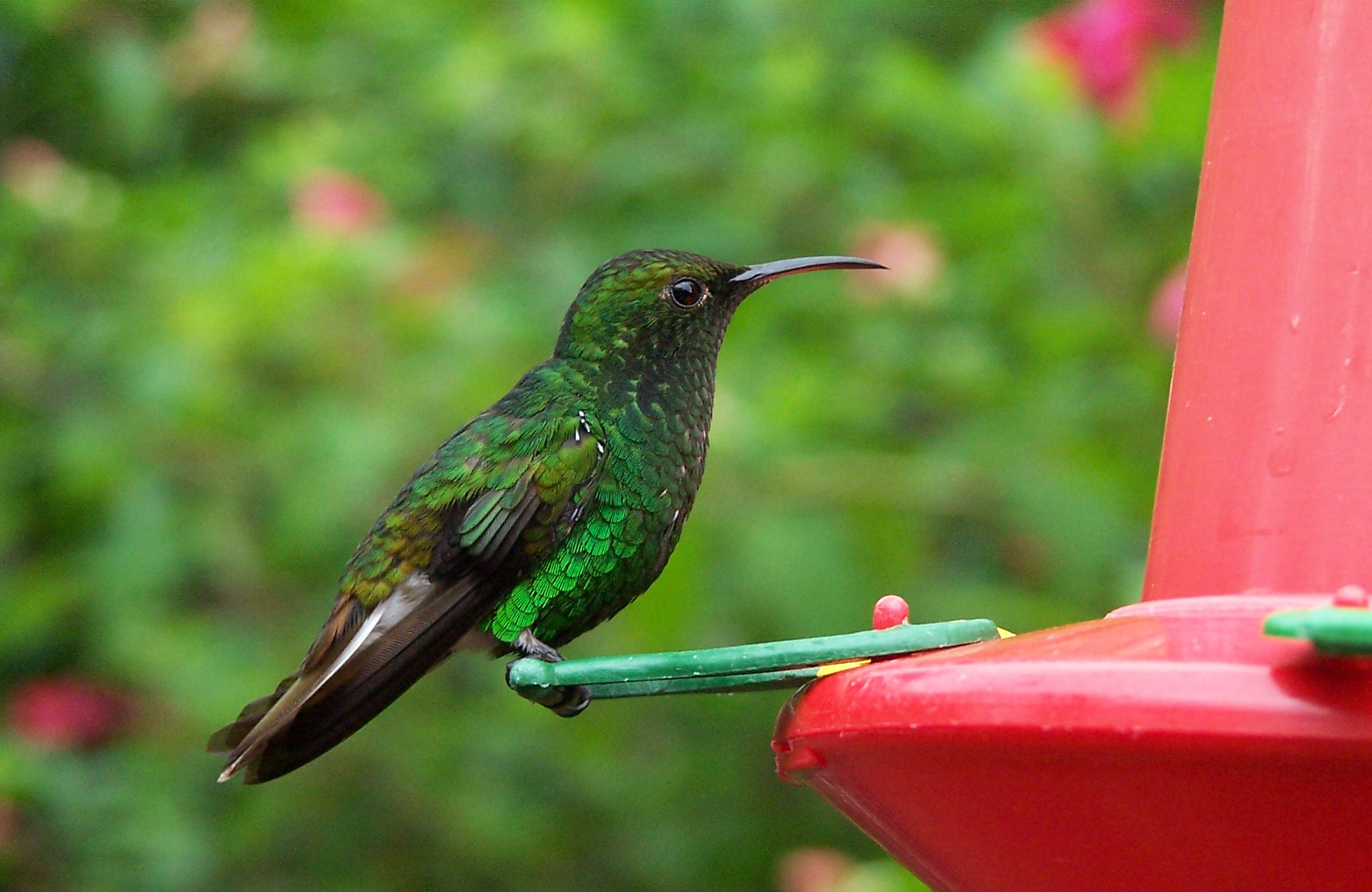
Colibrí

Els boscos de Costa Rica posseeixen riques reserves d'eben, bassa, caoba i cedre, a més de roures, xiprers, manglars, falgueres, guácimos, ceibas i palmes. El país compta amb més d'un miler espècies d'orquídies. Abunden animals salvatges, com pumes, jaguars, cérvols, micos, coiots o armadillos, i existeixen unes 725 espècies d'aus, entre les quals destaquen el quetzal, la cadernera i el colibrí. Costa Rica compta amb nombrosos parcs nacionals, com els de Cahuita, Jorobado o La Amistad.

### Medi ambient

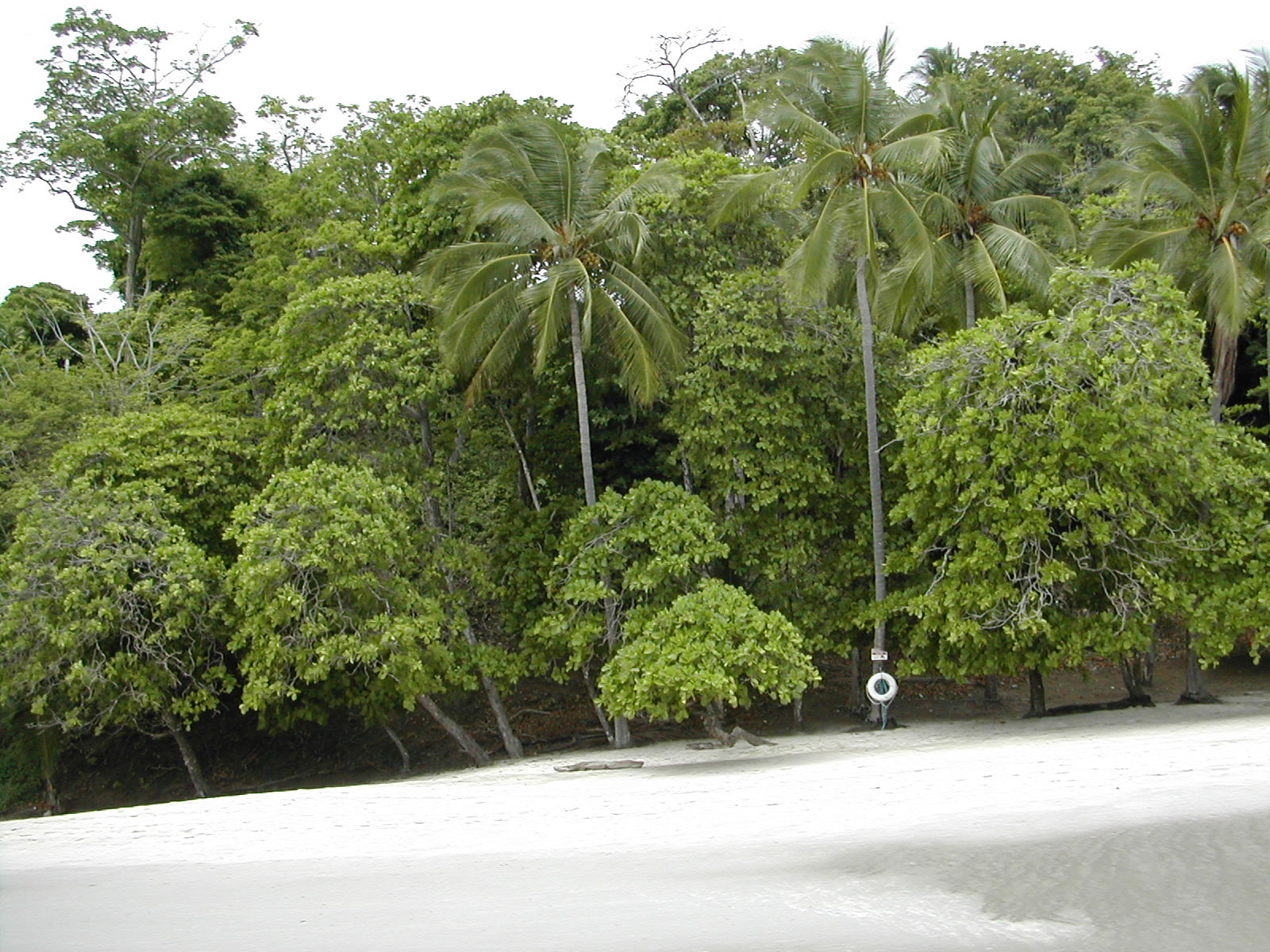
Selva vora una platja de Costa Rica

El territori de Costa Rica està protegit per un dels programes de conservació més ambiciosos de l'Amèrica Central. Costa Rica va ser un dels primers països a realitzar l'intercanvi deute-per-naturalesa, que cancel·la part del deute nacional a canvi de la protecció d'una part del seu territori de la degradació ambiental. A més, per impulsar la seva economia sense afectar la conservació del territori, Costa Rica ha desenvolupat l'ecoturisme. Aquesta forma de turisme incentiva als viatgers a aprendre sobre les meravelles naturals del país i respectar el medi ambient.
Malgrat els esforços de Costa Rica per protegir els seus valuosos recursos forestals, gran part del que es troba fora de les reserves protegides està sotmès a la desforestació. La terra és neteja per a pasturatge i per l'explotació de fusta tropical per a exportacions. A més, atès que algunes de les terres protegides són de propietat privada, no està garantida la seva protecció davant una futura desforestació. Encara que Costa Rica va arribar a estar coberta gairebé al complet per boscos tropicals, actualment suposen el 38,6% (2000) de la superfície total del país. La desforestació posa en gran perill la rica biodiversitat de Costa Rica. La ubicació del país en el vèrtex entre Amèrica del Nord i Amèrica del Sud, i la seva abundància de boscos tropicals, la converteixen en l'hàbitat d'una gran varietat d'espècies, moltes d'elles exòtiques i amenaçades. La desforestació també contribueix a la preocupant taxa d'erosió del terra. Costa Rica és membre de tractats internacionals relatius a la biodiversitat, el canvi climàtic, les espècies en perill d'extinció, les deixalles perilloses, abocaments en el mar i aiguamolls.

## Economia
L'economia de Costa Rica continua sent bàsicament agrícola, tot i el desenvolupament industrial que va començar a principis de la dècada de 1960. En un esforç per introduir una economia diversificada, s'ha donat major èmfasi a la producció ramadera. L'economia de Costa Rica és bastant estable i depèn essencialment del turisme i de l'exportació de productes agrícoles. El sector turístic va generar uns ingressos de 428 milions de dòlars el 1999. El nivell de vida, en general, és alt per a la mitjana de Llatinoamèrica, i la renda nacional està distribuïda de manera molt més equitativa que en els altres països de la zona. Costa Rica compta amb una extensa classe mitjana. El producte interior brut (PIB) s'eleva a 16.837 milions de dòlars, el que dona una renda per capita de 4.270 dòlars (segons els càlculs del Banc Mundial per a 2002).

### Agricultura
Més del 10% del territori de Costa Rica es troba cultivat. Exceptuant les plantacions de plataner, que es localitzen en grans extensions de la costa, principalment la caribenya, la majoria de les propietats agrícoles són petites. El cafè, un dels productes més valorats per la seva excel·lent qualitat, es cultiva sobretot en l'altiplà Central. En l'any 2003 es van produir 3.800.000 t de canya de sucre, 3.483.170 t de fruita, 261.300 t d'arròs, 132.000 t de cafè i 710 t de cacau. El cafè i el plataner són els principals productes d'exportació; per a això es van crear els ports de Quepos i Golfito a la costa del Pacífic. El cacau, la canya de sucre i algunes fruites tropicals també es cultiven principalment per a la seva exportació. El cultiu de blat de moro, fesol, hortalisses, tabac i cotó s'estén per tot el país. El 2003 la cabanya ramadera va estar conformada per 1.200.000 caps de bestiar boví, 500.000 de bestiar porcí i 115.000 d'equí.

### Mineria i indústria
L'aprofitament dels dipòsits de manganès, níquel, mercuri i sofre a penes s'ha desenvolupat, ja que no és rendible l'explotació dels jaciments per la seva inaccessibilitat i escassetat. Els jaciments més destacats són els de bauxita, que s'ubiquen en la vall del General i el de Vedat Brus. L'extracció d'or és també considerable. La seva producció el 2002 va ser de 100 kg. S'han trobat dipòsits de petroli al sud, però encara no s'ha iniciat la seva explotació.
La indústria de Costa Rica està formada principalment per petites i mitjanes empreses dedicades a l'assecament del cafè, al serrat de fusta i a la producció de formatge, cervesa i licors. Les fàbriques més grans produeixen derivats del petroli, ciment, mobles, pintures i vernissos, paper, tèxtils, productes alimentaris, químics i farmacèutics, plàstics, llums, botes i cigarros. Costa Rica va produir prop de 6.839 milions de KWh d'energia elèctrica el 2001; aproximadament el 82% es va generar en instal·lacions hidroelèctriques, ubicades principalment a l'altiplà Central.

### Moneda i comerç exterior

Símbol del colón

La unitat monetària és el colón, dividit en 100 cèntims (500 colones equivalien aproximadament a 1 dòlar nord-americà el 2012). El Banco Central de Costa Rica, fundat el 1936, és el banc emissor de moneda i el que administra les reserves internacionals.
El 2002 el valor anual de les importacions va ser de 6.894 milions de dòlars i el de les exportacions de 4.950 milions de dòlars. Els principals productes exportats són: cafè, plataner, tèxtils, sucre, pinya americana i flors ornamentals. Les importacions més destacades són: béns manufacturats, maquinària, equip de transport, petroli cru i béns de consum. Costa Rica comercia principalment amb els Estats Units d'Amèrica, Japó, Alemanya, Itàlia, Guatemala, El Salvador, Veneçuela i Mèxic. L'ingrés de Costa Rica al Mercat Comú Centreamericà va provocar un augment significatiu del comerç amb aquesta regió.

### Transport
El 1997 les vies ferroviàries de Costa Rica sumaven 424 quilòmetres. Actualment està en desús, tot i això es vol tornar a implantar. El total de carreteres és de 35.881 km, dels quals el 22% estan pavimentats; 680 km formen part de la carretera Panamericana. L'aeroport de Juan Santamaría, que se situa prop de San José, és utilitzat per les línies aèries nacionals, LACSA i Aero Costa Rica, i per diverses companyies estrangeres.

### Comunicacions
A principis de la dècada del 1990 hi havia a Costa Rica 80 emissores o estacions de ràdio i 11 canals de televisió. El 1999 es trobaven en ús 3.045.000 aparells de ràdio, 930.000 de televisió i 251 telèfons per cada 1.000 habitants. Els principals diaris són: La Nació, Al Dia i La República.

### Treball
El 2002 l'agricultura, caça, pesca i silvicultura (16%); els serveis —que inclouen comerç, hostaleria, transports i altres— (61%), i la indústria (23%) van utilitzar a la major part de la població activa costa-riquenya. El principal sindicat és la Confederació Rerum Novarum, constituïda el 1991 com a producte de la unió de la Confederació Autèntica de Treballadors Democràtics (CATD), la Confederació Nacional de Treballadors (CNT) i la Confederació costa-riquenya de Treballadors Democràtics (CCTD).

## Demografia

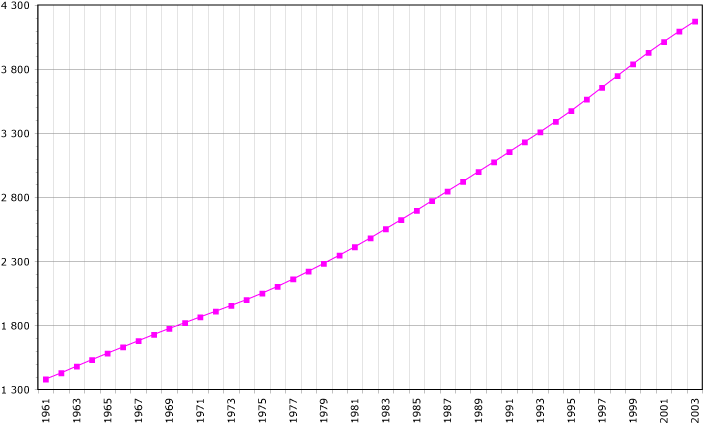
Creixement demogràfic de Costa Rica

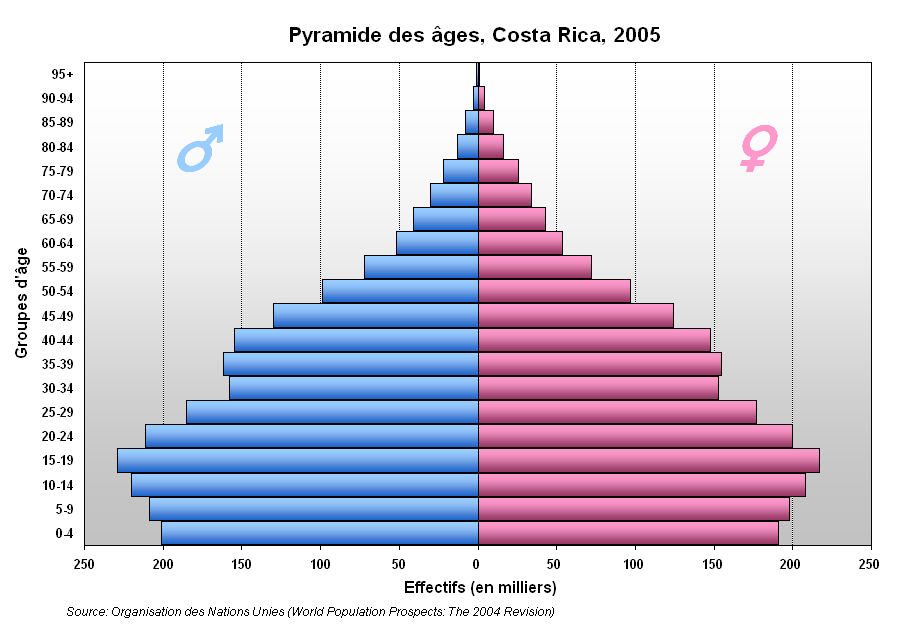
Piràmide d'edats de Costa Rica

La major part de la població de Costa Rica (60%) són descendents d'europeus (principalment d'espanyols). Els mestissos representen el 24% de la població; el 9% de la població és constituïda per immigrants principalment nicaragüencs, colombians, nord-americans, xinesos, europeus (principalment d'Espanya), etc.. La petita comunitat negra, un 3%, habita les costes del Carib i la majoria prové de la pròxima illa de Jamaica; els indígenes representen, respectivament, un 3%, i un 1% són descendents d'asiàtics. Al voltant del 40% dels habitants de Costa Rica viuen al camp. L'espanyol és l'idioma oficial, però també es parla anglès a la zona de Limón. El catolicisme és la religió de l'Estat, però la llibertat de cultes (vegeu Llibertat religiosa) existeix des de 1860 i està garantida per la Constitució.

### Característiques de la població
La població de Costa Rica era de 4.301.712 habitants l'any 2011, amb una densitat de 84 hab/km². L'esperança de vida era de 74 anys per a l'home i de 79 anys per a la dona (segons càlculs de l'Organització de les Nacions Unides per a 2004).

### Principals ciutats i divisions administratives
La capital del país és San José, amb una població estimada el 2000 de 309.672 habitants. Altres ciutats importants (amb població estimada per a l'any 2000) són: Cartago (132.057 habitants), centre comercial, agrícola i industrial, a més, la ciutat va ser l'antiga capital costa-riquenya i és una de les ciutats més importants de Centreamèrica, juntament amb San José; Puntarenas (102.504 habitants), principal port marítim del Pacífic; Limón (67.784 habitants), nucli comercial i un dels principals ports del país a la costa del mar Carib; i Alajuela (222.853 habitants), centre de producció de cafè i sucre.

### Educació
Costa Rica posseeix un dels nivells d'alfabetització més alts de l'Amèrica Llatina, estimat en el 96% de la població. L'educació primària i secundària és gratuïta, i obligatòria entre els 6 i els 15 anys. En 2000 551.465 alumnes estaven inscrits en 3.711 escoles primàries públiques i 255.643 estudiants assistien a les escoles secundàries i vocacionals, tant públiques com privades. Els principals centres d'instrucció superior són la Universitat de Costa Rica, ubicada a San José, el ITEC (Institut Tecnològic de Costa Rica, compte amb una moderna seu situada a Cartago) i la Universitat Nacional (situada a Heredia).

### Cultura
Costa Rica té unes petites poblacions indígenes (menys d'1% de la població total), que amb els seus esforços i els del govern han aconseguit conservar les seves llengües i la seva cultura. Actualment, la gran part d'aquestes llengües són part del currículum escolar. El ‘punt guanacasteco', és la dansa nacional i vé, com diu el seu nom, de Guanacaste, i les carretes de viu colorit. Les festivitats en honor dels sants patrons constitueixen també una mostra del seu folklore. La guitarra, l'acordió i la mandolina han estat tradicionalment els instruments musicals més populars, a més del quijongo, instrument típic dels indígenes. La vida cultural és moderna i cosmopolita, i la seva població manté un interès especial per la música. Alguns trets de les cultures més antigues sobreviuen en els dissenys utilitzats en la joieria, articles de pell i vestimenta. El Museu Nacional, un dels més destacats, conté nombroses peces precolombines.

### Curiositats
El nom pel qual es coneixien els costa-riquenys és tico/a.
Una de les colònies més nombroses a Costa Rica és la catalana. Hi ha un Casal Català que ofereix cursos de català i de cuina catalana, a més de freqüents activitats culturals.
Costa Rica va agafar pels colors de la seva bandera de la tricolor francesa. Diferenciant-se de les altres repúbliques centreamericanes que són blanques i blaves. Evidentment no es té en compte ni Panamà, ja que aconseguí la independència de Colòmbia, ni Belize, colònia britànica.